# Ра
Ра (др.-греч. Ῥα; лат. Ra) — древнеегипетский бог солнца, верховное божество в религии древних египтян. Его имя означает «Солнце» (коптское PH). Центром культа был Гелиополь, где Ра был отождествлён с более древним местным солнечным божеством, Атумом, и где ему были посвящены, как его воплощения, птица Феникс, бык Мневис и обелиск Бен-Бен. В других религиозных центрах Ра в русле религиозного синкретизма также сопоставлялся с местными божествами света: Амоном (в Фивах) — под именем Амона-Ра, Хнумом (в Элефантине) — в форме Хнума-Ра, Гором — в форме Ра-Горахти (Ра-Хорахте). Последнее сопоставление было особенно распространено. Ра возглавлял гелиопольскую эннеаду божеств.

## Мифы

### Бог-творец
Известно несколько мифов о Ра, сохранившихся, кроме случайных заметок и намёков в различных религиозных сборниках и многочисленных гимнах, в специальном папирусе Туринского музея, а также в надписях на стенах гробниц фараонов XIX—XX династий Нового царства. В них Ра (заместивший первоначально фигурировавшего в этих мифах более архаического демиурга Атума) выступает сыном первобытного хаоса Нуна, пребывающим в нём вместе с божествами стихий до сотворения. Затем он, «более великий, чем произведший его, более древний, чем родившие его», вышел из Нуна на том месте, где впоследствии возник город Великий Гермополь, и здесь, после победы над силами мрака, повелел своим словом воссиять свету из цветка лотоса. Затем Ра произвёл из себя богов Шу и Тефнут, от которых родилась новая пара — Геб и Нут (земля и небо), родители Осириса, Исиды, Сета и Нефтиды. Девятеро этих божеств составили так называемую гелиопольскую эннеаду во главе с Ра.
Согласно другому мифу творения, Ра появился на свет из яйца, которое снёс гусь Великий Гоготун; по другой легенде, Ра появился с востока в образе Хепри — жука-скарабея, катящего перед собой Солнце; наконец, ещё один вариант этого мифа повествует, что Ра в образе сокола (или кобчика) спустился на Землю, дав начало суше.
Ра появился с не менее семью Ба и 14-ю Ка, каждая со своей особенностью, и которыми он может наделить фараона: богатство, стабильность, величие, слава, победа, сила творения и пр..

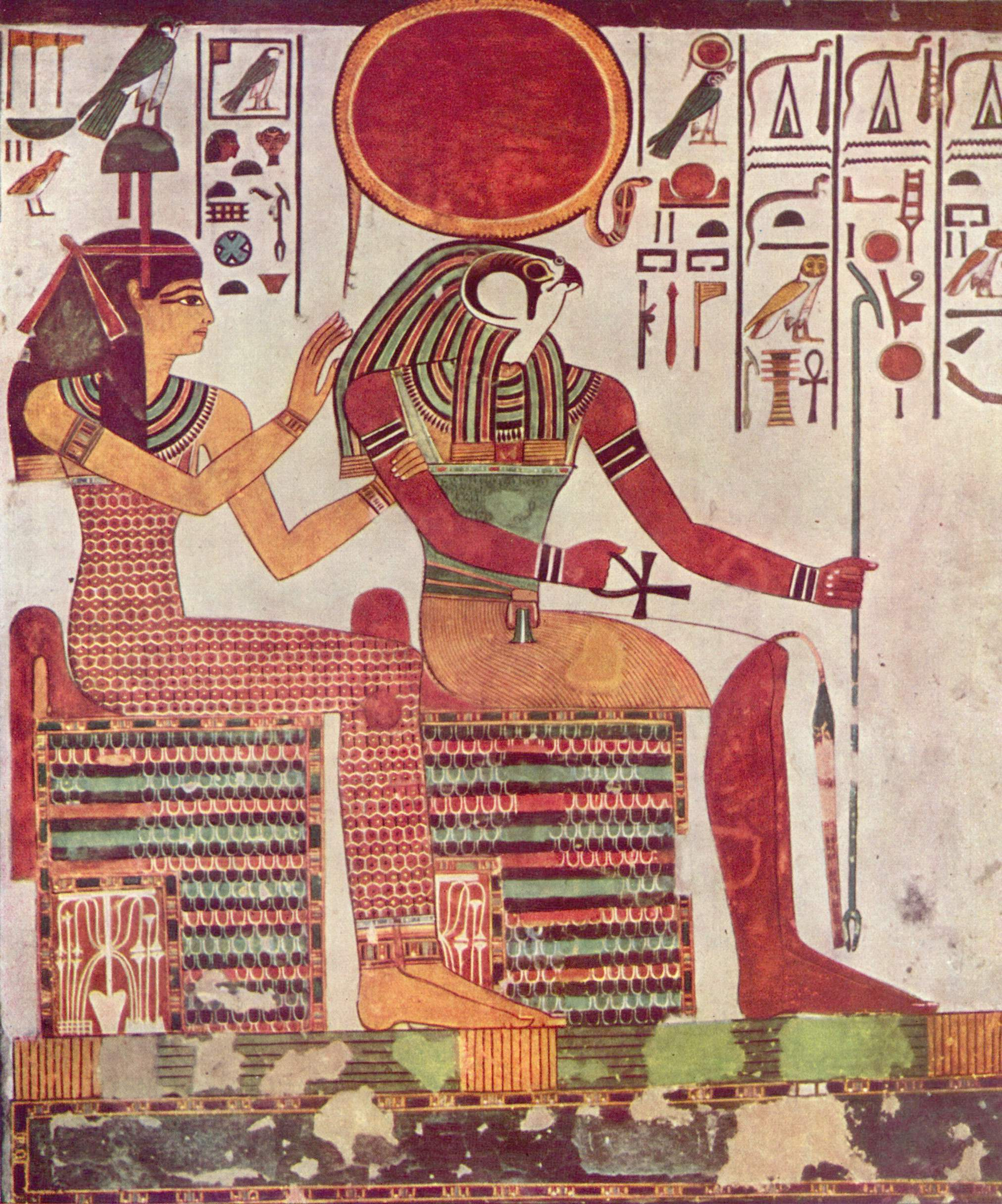
Изображение Аментет и Ра в гробнице QV66 царицы Нефертари Меренмут

### Бог-Фараон
Согласно мифам, после создания мира Ра царствовал над ним подобно человеку-фараону, и это время было золотым веком человечества. Таким образом, все последующие правители Египта считались земными воплощениями или сыновьями Ра. Ра крепко держал весь мир в своих руках, благодаря магической силе своего таинственного имени. Однако, когда Ра состарился и его кости превратились в золото, его премудрая правнучка Исида хитростью выпытала у него это имя, одним из последствий чего было неповиновение людей.

### Ра и Сехмет
Раздосадованный тем, что люди перестали повиноваться ему, Ра последовал совету Нуна, решившись истребить человеческий род, наслав на него своё око в форме богини Сехмет. Для этой цели была выбрана Хатор, и после превращения в злобную львицу Сехмет она произвела страшное избиение: люди стали тонуть в собственной крови. Ра пришёл в ужас от произведённого погрома и, сжалившись, спас на другой день уцелевших людей, напоив Сехмет допьяна напитком, состоявшим из тысяч кувшинов пива, окрашенного в кроваво-красный цвет (в некоторых мифах считается, что эту уловку ему подсказал бог мудрости Тот). Однако, неблагодарность людей всё же огорчила Ра, и он принял решение уйти от них на небо на спине богини неба Нут, принявшей облик коровы. Люди раскаялись и явились проводить Ра, изъявив готовность бороться с врагами Ра и учредив в его честь жертвы и культ. Преемниками Ра стали его дети, Шу и Тефнут, которым наследовали Геб и Нут. Этот миф известен из «Книги небесной коровы», впервые записанной полностью в эпоху Нового царства; одна такая книга была найдена в гробнице Сети I.

### Борец с силами тьмы
Но даже удалившись на небо, Ра не перестал благодетельствовать землю. Поэтому египетская мифология объясняла движение солнца по небу таким образом: Ра в сопровождении других божеств (например, Сиа, Хека и т. д.) ежедневно выезжает с востока в барке Атет, чтобы освещать землю с рассвета до полудня, а между полуднем и сумерками пересаживается в барку Сектет, чтобы затем в течение 12 ночных часов озарять 12 мытарств загробного мира.
В загробном мире Ра встречался лицом к лицу с Апопом (Апофисом) — ужасным гигантским змеем, злым демоном тьмы, пытающимся проглотить солнце и навсегда лишить мир солнечного света. Апоп был противоположностью Маат, божественной справедливости Ра, и символизировал зло, хаос, разрушение и иноземное иго (начиная с периода Нового царства, когда, собственно, и оформился конечный вариант мифа о битве Ра и Апопа). Поэтому каждую ночь Ра в образе рыжего кота при помощи нескольких других богов, в том числе Баст, Серкет и Шу, побеждает и убивает (или пленяет) Апопа, чтобы вновь сразиться с ним следующей ночью.
После победы над чудовищами мрака Ра посещает богов и покойников, получавших от него наделы землёй и считавшихся его подданными. Каждый из них мог наслаждаться его лицезрением только один час в сутки, и только особые избранники удостаивались счастья проводить с лучезарным богом всё время, плывя с ним в солнечной барке.
Эта участь считалась желанной для всякого благочестивого египтянина; отсюда множество гимнов в честь Ра и его изображений в надгробных надписях времён нового царства. Гимны, посвящённые Ра, путешествующему по царству Осириса (загробному миру) попали в «Книгу Мёртвых» (15 глава); кроме того, до нас дошли 75 «величаний» в честь Ра в гробницах Рамессидов — фараонов XX династии. Небольшие пирамидки, на каждой из четырёх сторон которых изображалась солнечная барка в различные периоды суточной жизни, и писались молитвы Ра под изображением коленопреклонённого покойного, должны были облегчать последнему постоянное пребывание во свете.

## Изображения Ра

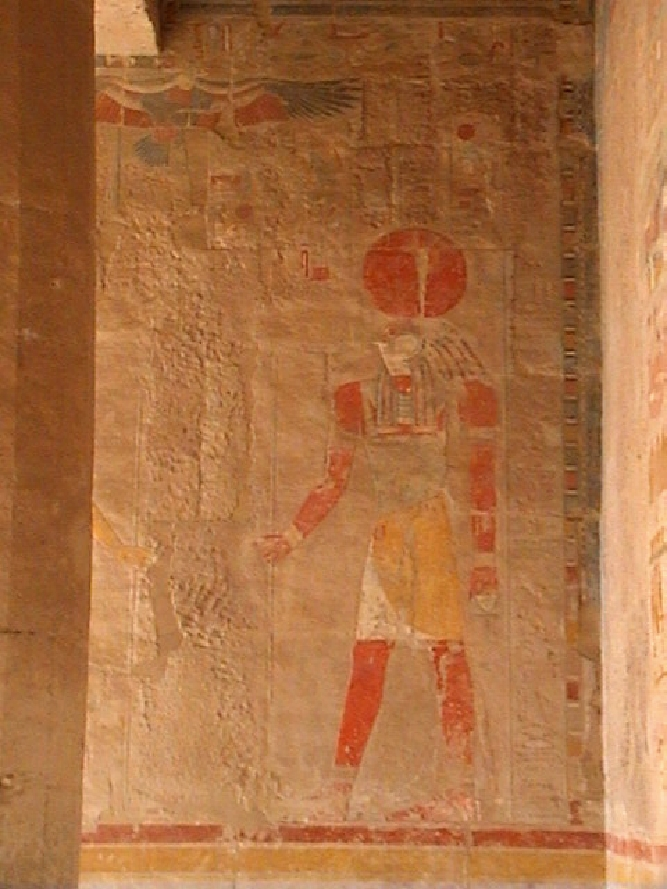
Ра в храме Дейр-эль-Бахри.

Изображался Ра с головой сокола (или кобчика) на теле человека, с солнечным диском и змеёй урея на голове. О культе Ра, особенно в форме Амона-Ра в Фивах, в Берлинском музее сохраняются ритуальные папирусы, изучение которых было начато Оскаром Эдуардовичем фон Леммом («Das Ritualbuch», 1886).
Первоначально при Ра не было женских божеств: он творил сам по себе, но впоследствии мы находим рядом с ним богинь Рат-тауи, Иусааст, Аментет и др. Искусственность их ясна уже из их изображений, которые делали из них двойника Исиды и Хатхор, а не супруг иеракокефального бога света.

## История культа
Культ Ра начал формироваться параллельно с объединением Египта и стал доминировать в период Древнего царства, вытесняя более архаичный культ Атума. Фараоны IV династии, возводившие пирамиды, придали поклонению Ра статус государственной религии, а трое из них даже носили имя, включающее слово «Ра» (Джедефра, Хафра, Менкаура). Однако действительно высочайшего положения в стране жречество Ра добилось при фараонах V династии, которая, вероятно, установилась не без помощи влиятельных гелиопольских жрецов. В позднейших древнеегипетских сказках, в первую очередь «Хуфу и чародеи», утверждалось, что первые три фараона этой династии (Усеркаф, Сахура, Неферикара) были сыновьями Ра.

Во время Среднего царства выработано возвышенное учение, по которому восемь божеств представляют единое со своим родителем, будучи членами тела верховного бога. Этот бог так говорит о себе в 17-й главе Книги мёртвых: 

Я — Атум, существующий, единый. Я — Ра в его первом восходе. Я — великий бог, создавший себя сам, создатель своего имени «владыки эннеады». Я был вчера; я знаю завтрашний день…
Иногда его передавали в виде страшной змеи, изрыгающей из пасти огонь и уничтожающей врагов, иногда — в образе мужчины с головой барана. Чаще всего — в образе человека с головой сокола, увенчанной диском с уреем, то есть как Ра-Хорахте великого солнечного бога Гелиополя. В культе Ра впоследствии соединились культы всех солнечных божеств. Со времен Древнего царства Ра был наиболее почитаем и уважаем, все фараоны называли себя его сыновьями. Его имя впредь регулярно фигурировало в составе имён фараонов различных династий, включая Сахура (V династия), Менхеперра (тронное имя Тутмоса III, XVIII династия) и многочисленных царей с именем Рамсес (XIX и XX династии), а также частных лиц: например, чати Рехмира («мудрый/знающий, как Ра»).

## Ра в современной культуре

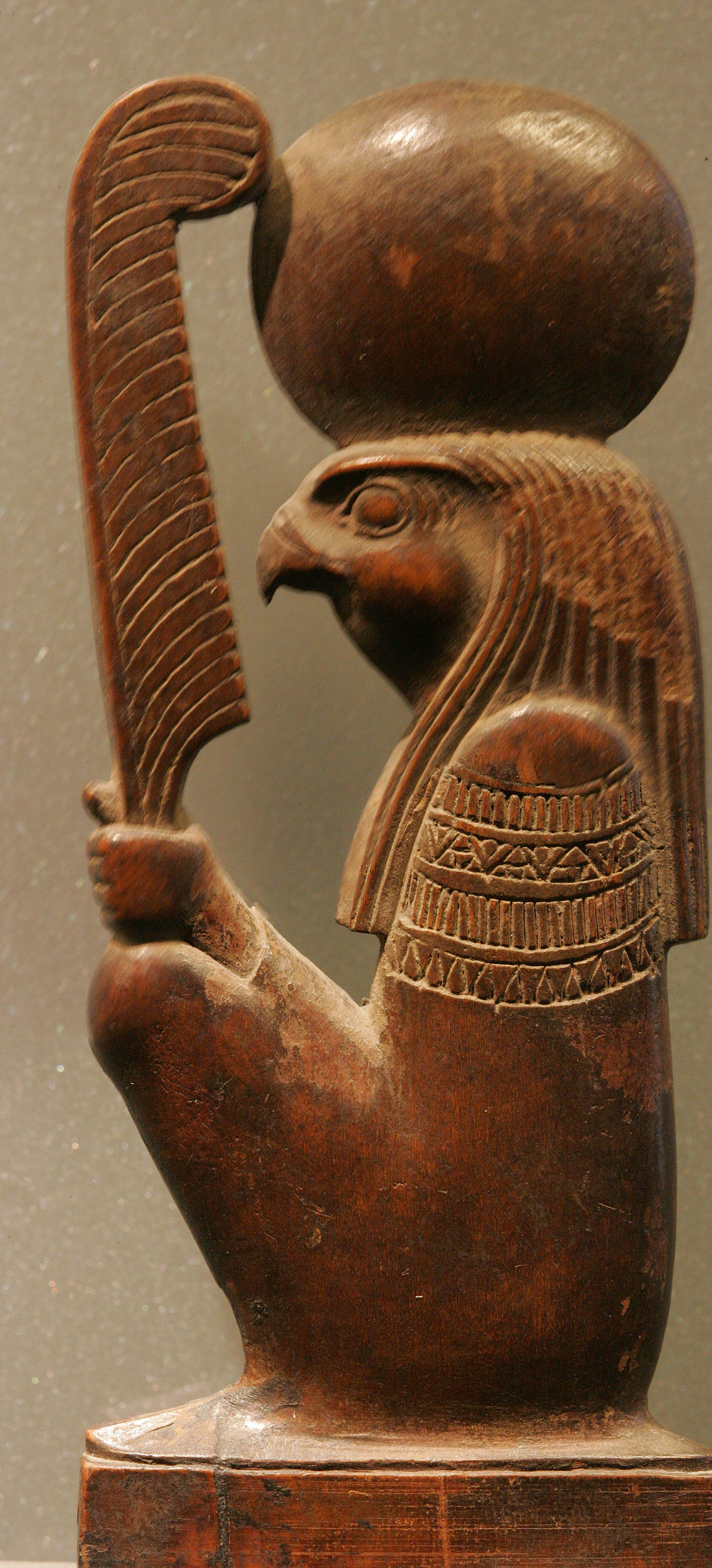
Статуя Ра в Лувре.

- Норвежский исследователь Тур Хейердал присвоил название Ра двум своим тростниковым лодкам, «Ра» и «Ра II». С их помощью Хейердал практически обосновал возможность контактов между Древним Египтом и ранними американскими цивилизациями, что объясняет подобные ритуалы и культы поклонения Солнцу, а также постройку пирамид по обе стороны Атлантического океана. Хейердал и его команда, включавшая советского врача и путешественника Юрия Александровича Сенкевича, 17 мая 1970 отправились на борту «Ра II» в морское путешествие из Марокко в Центральную Америку, продемонстрировавшее возможность практической реализации таких путешествий в древности[4].
- По имени Ра назван действующий вулкан на спутнике Юпитера Ио.

### Художественная литература
- Искажённое имя Амон-Ра русский писатель Виктор Пелевин использовал для заглавия своей книги «Омон Ра».

### Кинематограф
- 1994 — в научно-фантастическом фильме «Звёздные врата» древний бог Ра отождествлён с инопланетянином, за 8 000 лет до н. э. захватившим власть над Землёй и поработившим человечество. После восстания на Земле Ра удалился на пустынную планету Абидос, куда в наши дни при помощи звёздных врат и отправился военно-исследовательский отряд с Земли. В конце фильма Ра погибает на своём космическом корабле в результате ядерного взрыва, однако впоследствии он появляется в сериале «Звёздные врата: SG-1» в одной серии «Мёбиус», в которой группа SG-1 отправляется в прошлое.
- 2016 — роль Ра в фильме «Боги Египта» исполнил Джеффри Раш

### Компьютерные игры
- Покровительство бога Ра можно выбрать в игре «Age of Mythology».
- В вымышленном фэнтезийном мире Forgotten Realms Ре (то есть Ра) возглавляет пантеон Мулхоранда, население которого происходит от древних египтян. Ценой своей жизни (Ре погибает в схватке с верховным богом орков Грумшем) он отражает нашествие орков на Мулхоранд и соседний Унтер, после чего Хорус (то есть Хор) воскрешает Ре и сливается с ним в едином божестве Хорус-Ре (то есть Ра-Харахте).